# Luzerner Zeitung
Die Luzerner Zeitung (LZ) ist eine Schweizer Regionalzeitung. Sie erscheint werktäglich als Hauptblatt für den Kanton Luzern und in vier Regionalausgaben für die Zentralschweizer Kantone Zug, Uri, Obwalden und Nidwalden. Zusätzlich erschien sie von September 2008 bis Juni 2019 sonntags unter dem Titel Zentralschweiz am Sonntag. Seit Juni 2019 erscheint stattdessen die Samstagsausgabe erweitert als Schweiz am Wochenende.
Seit dem 1. Oktober 2018 wird die Luzerner Zeitung vom Medienunternehmen CH Media herausgegeben. Zuvor gehörte sie der NZZ-Mediengruppe.

## Ausgaben
Neben der Luzerner Zeitung erscheinen die vier Regionalausgaben Zuger Zeitung, Nidwaldner Zeitung, Obwaldner Zeitung und Urner Zeitung in den entsprechenden Kantonen. Diese haben jeweils eigene Titelseiten und einen eigenen Regionalteil. Auch den Regionalausgaben war bis zum 17. September 2016 das Wort «Neue» im Titel vorangestellt. Die Redaktion Urschweiz in Stans betreut die drei Regionalausgaben Nidwaldner Zeitung, Obwaldner Zeitung und Urner Zeitung.

### Luzerner Zeitung
Die Luzerner Zeitung geht auf eine Vielzahl von Vorgängerzeitungen im Kanton Luzern und der Stadt Luzern zurück, siehe den Abschnitt Geschichte. Der Redaktionssitz ist in Luzern.

### Zuger Zeitung
Der Redaktionssitz der Zuger Zeitung ist in Zug.
1991 fusionierten analog zu den Luzerner Hauptblättern die kurz zuvor als Lokalausgabe des Vaterlands lancierte Zuger ZeitungI mit dem liberalen Zuger Tagblatt zur Zuger ZeitungII. Die 1889 gegründeten, ursprünglich konservativen Zuger Nachrichten wurden ab 1969 zu einer zweimal wöchentlichen Forumszeitung. Nach einem Zwischenspiel als täglich erscheinendes Kopfblatt der Luzerner Neusten Nachrichten wurden die Zuger Nachrichten 1996 mit der Zuger ZeitungII zur Neuen Zuger Zeitung fusioniert. Seit 2016 heisst das Blatt Zuger ZeitungIII. Das Zuger Tagblatt seinerseits entstand 1966 durch die Übernahme des 1861 gegründeten liberalen Zuger Volksblatts durch das Luzerner Tagblatt und die Umwandlung in eine Tageszeitung.

### Nidwaldner Zeitung
Im Kanton Nidwalden erschien ab 1866 einmal wöchentlich und ab 1923 zweimal wöchentlich das konservative Nidwaldner Volksblatt als eigenständige Wochenzeitung. 1985 wurde diese Zeitung zur täglich erscheinenden Regionalausgabe des Vaterlands. Daneben erschien zum liberalen Luzerner Tagblatt ab 1981 als erste Nidwaldner Tageszeitung die Regionalausgabe Nidwaldner Tagblatt. Mit der Fusion von Vaterland und Luzerner Tagblatt zur Luzerner Zeitung im Jahr 1991 entstand eine Nidwaldner Regionalausgabe der Luzerner Zeitung. Von 1996 bis 2016 erschien die Zeitung unter dem Titel Neue Nidwaldner Zeitung. Der Sitz der Redaktion ist in Stans.

### Obwaldner Zeitung
Von 1996 bis 2016 erschien die Zeitung unter dem Titel Neue Obwaldner Zeitung. Sitz der Redaktion war in Sarnen, wo zuletzt noch ein Aussenbüro betrieben wurde. Danach wurde eine gemeinsame Redaktion mit der Nidwaldner Zeitung in Stans gebildet.
1993 fusionierte die Zeitung mit dem Obwaldner Wochenblatt, das jedoch weiterhin eine eigene Redaktion in Sarnen hatte und jeweils freitags als eigenständige Zeitung erschien. Am 21. August 2009 erschien die letzte eigenständige Ausgabe des Obwaldner Wochenblatts als Nr. 24 im 35. Jahrgang mit einer Auflage von 4'584 Exemplaren. Danach wurde die Zeitung aus wirtschaftlichen Gründen eingestellt. Seit dem 26. August 2009 erscheint das Wochenblatt nicht mehr als eigene Zeitung, sondern ist in die Neue Obwaldner Zeitung (seit 19. September 2016: Obwaldner Zeitung) integriert. Gleichzeitig wurde die separate Redaktion in Sarnen aufgelöst. Seitdem trägt zumeist mittwochs und samstags im Regionalteil der Zeitung eine oder zwei Seiten den Titel «Obwaldner Wochenblatt». Der Inhalt dieser Seiten stammt nicht von der Zeitungsredaktion in Stans, sondern wird von Lesern, Vereinen, Organisationen und Unternehmen zur Veröffentlichung eingereicht.
Die Zeitung ist nicht zu verwechseln mit der ehemaligen Obwaldner Wochen-Zeitung, die von 1862 bis 1873 erschien, dabei ab Dezember 1865 auch unter dem Titel Obwaldner Zeitung.

### Urner Zeitung
Der Redaktionssitz der Urner Zeitung war bis 2019 in Altdorf, seit Januar 2020 betreut die Redaktion Urschweiz von Stans aus neben den Regionalausgaben Nidwaldner Zeitung, Obwaldner Zeitung zusätzlich auch die Urner Zeitung.
Die Urner Zeitung geht auf die 1892 gegründete Gotthard-Post zurück. Diese Wochenzeitung erschien bis 1988 und wurde dann unter dem Titel Urner Tagblatt/Gotthard-Post zum täglich erscheinenden Kopfblatt des liberalen Luzerner Tagblatts. 1991 schloss sich das Tagblatt mit dem konservativen Vaterland zur Luzerner Zeitung zusammen. Entsprechend wurde das Urner Kopfblatt in Urner Zeitung / Gotthard-Post umbenannt. Nach der Fusion mit den Luzerner Neusten Nachrichten und dem erneuten Namenswechsel des Hauptblattes in Luzern (Neue Luzerner Zeitung), wurde die Regionalzeitung per 1996 zur Neuen Urner Zeitung; der Begriff «Neu» wurde im Laufe des Jahres 2016 fallengelassen.

### Neue Schwyzer Zeitung
Die Neue Schwyzer Zeitung, die Regionalausgabe für den Kanton Schwyz mit einer Auflage von zuletzt rund 3'400 Exemplaren, wurde per 31. Dezember 2013 eingestellt. Seit Januar 2014 zählt stattdessen der Bote der Urschweiz (kurz: der «Bote») zum Zeitungsverbund der Luzerner Zeitung. Die betriebliche Unabhängigkeit des Boten blieb bestehen, die Kooperation besteht darin, dass sich beide Zeitungen alle aktuellen Zeitungsinhalte gegenseitig zur Veröffentlichung anbieten. Der Bote übernimmt insbesondere den überregionalen Redaktionsteil mit den Ressorts Ausland, Inland, Wirtschaft, Sport und Kultur sowie die nationalen Inserate von der Luzerner Zeitung. Zuvor war dieser Inhalt von der Südostschweiz Mediengruppe geliefert worden. Der Bote der Urschweiz erreichte im 2024 eine Auflage von 13'390 verkauften bzw. 17'018 verbreiteten Exemplaren. (wöchentliche Grossauflage mit 31'892 verbreiteten Exemplaren).

### Auflagen
Im Jahr 2024 betrug die WEMF-beglaubigte Gesamtauflage 74'770 verkaufte bzw. 92'802 verbreitete Exemplare.
Im Jahr 2023 betrug die WEMF-beglaubigte Gesamtauflage 80'565 verkaufte bzw. 94'373 verbreitete Exemplare.
Im Jahr 2021 betrug die WEMF-beglaubigte Gesamtauflage 90'498 verkaufte bzw. 101'511 verbreitete Exemplare. Im gleichen Jahr erreichte die Zeitung mit allen Regionalausgaben rund 253'000 Leser.
2018 betrug die beglaubigte Gesamtauflage 105'949 verkaufte bzw. 113'991 verbreitete Exemplare. Im gleichen Jahr erreichte die Zeitung mit allen Regionalausgaben rund 284'000 Leser und war damit die meistgelesene Tageszeitung der Zentralschweiz.
| Titel              | Redaktionsleitung     | Verkaufte Auflage | Verkaufte Auflage | Verkaufte Auflage |        | Konkurrenz        | Logo                    |
| Titel              | Redaktionsleitung     | 2018              | 2021              | 2023              | 2024   | Konkurrenz        | Logo                    |
| ------------------ | --------------------- | ----------------- | ----------------- | ----------------- | ------ | ----------------- | ----------------------- |
| Gesamtauflage      | Christian Peter Meier | 105'949           | 90'498            | 80'565            | 74'770 |                   | Logo Luzerner Zeitung   |
| Luzerner Zeitung   | Christian Peter Meier | 60'838            | 50'517            | 44'411            | 41'086 |                   | Logo Luzerner Zeitung   |
| Zuger Zeitung      | Rahel Hug             | 14'793            | 12'608            | 11'183            | 10'198 |                   | Logo Zuger Zeitung      |
| Nidwaldner Zeitung | Raffaele Wiler        | 6'748             | 5'751             | 5'116             | 4'671  |                   | Logo Nidwaldner Zeitung |
| Obwaldner Zeitung  | Raffaele Wiler        | 4'998             | 4'216             | 3'695             | 3'383  |                   | Logo Obwaldner Zeitung  |
| Urner Zeitung      | Raffaele Wiler        | 3'157             | 2'629             | 2'260             | 2'043  | Urner Wochenblatt | Logo Urner Zeitung      |

Wie alle gedruckten Tageszeitungen muss die Luzerner Zeitung seit einigen Jahren eine sinkende Auflage hinnehmen. Die verkaufte Auflage fiel von 2008 bis 2024 von 129'050 auf 74'770 Exemplare.

Entwicklung der verkauften Auflage nach WEMF-Auflagebulletins (s. Details 2008 und 2018–2024). 2014 ersetzte der Bote der Urschweiz die wesentlich auflagenschwächere Schwyzer Zeitung.

## Online-Portale
Die Luzerner Zeitung führt seit dem Jahr 2000 eine Onlineplattform. Bis am 7. Dezember 2010 hiess die Website «zisch.ch». Seither ist der Onlineauftritt unter luzernerzeitung.ch erreichbar. Seit der Namensänderung sind zudem auch nationale und internationale Nachrichten auf der Website aufgeschaltet, die zunächst von dem Produkt «NZZ Online» der Neuen Zürcher Zeitung (NZZ) übernommen wurden und seit der Gründung von CH Media auch von dort stammen. Im Mai 2018 wurde das Bezahlmodell eingeführt, und seit Januar 2021 ergänzen Gemeindeseiten das redaktionelle Angebot. Seit dem 25. Oktober 2022 haben auch die Regionalausgaben eigene Websites, die unter den Adressen zugerzeitung.ch, nidwaldnerzeitung.ch, obwaldnerzeitung.ch und urnerzeitung.ch zu erreichen sind. Gleichzeitig wurden Mobile Apps zum Zugriff auf den Inhalt veröffentlicht. Im Jahr 2024 verzeichneten alle regionalen Portale zusammen im Durchschnitt 647'000 Unique Users pro Monat.

## Geschichte

### «Vaterland»
Das Vaterland war eine katholische Luzerner Tageszeitung, die von 1871 bis 1991 erschien. Es fusionierte am 2. November 1991 mit dem liberalen Luzerner Tagblatt zur Luzerner Zeitung. Alle Texte des Vaterlands sind online durchsuchbar im Portal Zentralgut.

#### Gründung und Ausbau
Das Vaterland war die Nachfolgerin der 1833 von den Gebrüdern Räber in Luzern lancierten Luzerner Zeitung. Dieses erschien ab 1834 zweimal wöchentlich. Bereits kurze Zeit später trug sie den Namen Das Vaterland. 1842–1846 erschien sie unter dem Namen Staatszeitung der katholischen Schweiz, ab 1847 wieder unter dem früheren Namen Luzerner Zeitung, zuerst zweimal, ab 1849 dreimal wöchentlich. 1863, nach der Fusion mit der Schweizer Zeitung, wagte sie den Sprung zur Tageszeitung, ab 1. Oktober 1871 nannte sie sich zwei Tage lang Eidgenössisches Kreuz, danach Vaterland.

#### Parteiblatt der Katholisch-Konservativen
Das Vaterland blieb stets ein katholisch-konservatives Presseorgan. Durch seine Ausrichtung hatte es eine treue Leserschaft und steigerte die Auflage von 6'000 im Jahre 1891 auf 58'365 Exemplare im Jahre 1980. Vor allem ab 1970 war das Vaterland Lieferant vor allem von Religions-, Ausland- und Inlandseiten für andere katholische Blätter wie die Neuen Zürcher Nachrichten, Die Ostschweiz, Aargauer Volksblatt, Basler Volksblatt und Glarner Volksblatt. In den 1980er Jahren begann die Parteipresse zu bröckeln, und die Tatsache, dass es in Luzern drei Tageszeitungen gab, erschwerte das Inserategeschäft.

#### Fusion mit dem «Luzerner Tagblatt»
1971 hatte der CVP-Politiker und Verwaltungsratspräsident des Vaterlands, Dr. Willy Spiess, die Idee, mit dem konservativen Vaterland und dem liberalen Luzerner Tagblatt einen gemeinsamen Inseratepool «Tandem» zu führen, was tatsächlich umgesetzt wurde und dem Tagblatt das Überleben sicherte. Die Einführung des Pools sorgte in der Innerschweiz für Furore, waren sich die beiden Blätter doch politisch spinnefeind. Um gegen die nicht parteigebundenen Luzerner Neuesten Nachrichten (LNN) bestehen zu können, war diese wirtschaftliche Annäherung jedoch unabdingbar. Doch verloren beide Tageszeitungen immer mehr Abonnenten an die LNN, welche von allen drei Zeitungen den umfangreichsten Sportteil hatte. Dies führte dazu, dass sich die beiden politischen Zeitungen im Jahr 1991 zur Luzerner Zeitung zusammenschlossen.
Vor der Fusion erschien das Vaterland mit den zu täglich erscheinenden Regionalausgaben erweiterten, ehemals selbständigen Wochenzeitungen Schwyzer Zeitung, Nidwaldner Volksblatt und der neu gegründeten Zuger Zeitung.

### «Luzerner Tagblatt»
Das Luzerner Tagblatt erschien erstmals am 1. Januar 1852. Es handelte sich dabei um ein Blatt mit politisch liberaler Tendenz im Besitz von Xaver Meyer. 1879 verkaufte dieser seine Buchdruckerei an den Zürcher Heinrich Keller. 1916 wurde die Kollektivgesellschaft (später Familien-Aktiengesellschaft) Buchdruckerei Keller & Co. gegründet. Zum Luzerner Tagblatt gehörten die Regionalausgaben Nidwaldner Tagblatt, Zuger Tagblatt und Gotthard Post/Urner Tagblatt. Durch Fehler in der Geschäftsführung kam das Verlagshaus in den achtziger Jahren finanziell ins Schlingern, und der Zusammenschluss der FDP-nahen Zeitung mit der CVP-nahen Zeitungsgruppe Vaterland wurde schliesslich unvermeidlich. Das Luzerner Tagblatt erschien am 31. Oktober 1991 zum letzten Mal und ging am 2. November 1991 in der Luzerner Zeitung auf.

### «Luzerner Zeitung» (LZ, 1991)
Die Luzerner Zeitung entstand am 2. November 1991 durch die Fusion der beiden Tageszeitungen Luzerner Tagblatt und Vaterland und ihren jeweiligen Kopfblättern. Sie erschien mit Regionalausgaben für die vier weiteren Zentralschweizer Kantone Zug, Schwyz, Uri und Nidwalden und ab dem 2. Oktober 1993 für Obwalden. Am 1. Januar 1996 ging die Zeitung durch die Fusion mit den Luzerner Neusten Nachrichten in der Neuen Luzerner Zeitung auf.

### «Luzerner Neu[e]ste Nachrichten» (LNN)

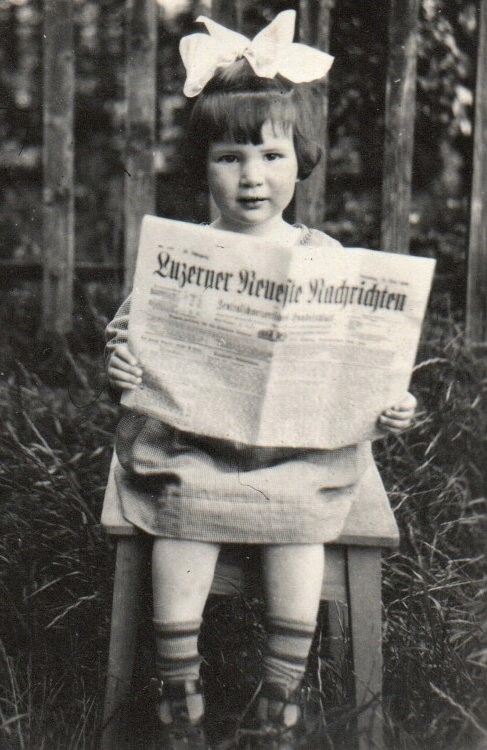
Luzerner Neueste Nachrichten, um 1930

#### VomLuzerner Tages-Anzeigerzur LNN
Die Luzerner Neusten Nachrichten (LNN) waren eine Tageszeitung in Luzern. Die Zeitung erschien 98 Jahre, vom 24. Oktober 1897 (als Luzerner Tages-Anzeiger) bis zum 30. Dezember 1995.
1916 übernahm der Drucker und Verleger C. J. Bucher die Genossenschaftsdruckerei Luzern und damit auch das Verlagsrecht des Luzerner Tages-Anzeigers. 1918 wurden aus dem Luzerner Tages-Anzeiger die Luzerner Neuesten Nachrichten. 1973 übernahm das Verlagshaus Ringier von der Familie Bucher das gesamte Aktienpaket der C. J. Bucher AG. 1975 wurde die Zeitung in Luzerner Neuste Nachrichten umbenannt.

#### Fusion mit der «Luzerner Zeitung»
Wegen der Übernahme der Berner Zeitung Der Bund durch Ringier verdrängte die Konkurrenz im Jahr 1993 die LNN aus einem wichtigen Schweizer Werbepool. Von diesem Schlag konnten sich die LNN finanziell nicht mehr erholen. Sie wurden für den Eigentümer, das Verlagshaus Ringier, zum Verlustgeschäft. Ende 1995 erfolgte die Fusion mit der Luzerner Zeitung zur Neuen Luzerner Zeitung, die am 3. Januar 1996 zum ersten Mal erschien.
Die Luzerner Neusten Nachrichten waren jahrelang Hauptsponsor des FC Luzern.

### «Neue Luzerner Zeitung» (NLZ)

Logo der Neuen Luzerner Zeitung bis September 2016

Im März 2016 übernahm Pascal Hollenstein, zuvor stellvertretender Chefredaktor der NZZ am Sonntag, als Leiter Publizistik der NZZ-Regionalmedien die Verantwortung für die überregionalen Teile der NLZ. Deren langjähriger Chefredaktor, Thomas Bornhauser, trat im Zuge dieser Neuorganisation zurück, schrieb aber weiter als Autor für die Zeitung. Zum neuen Chefredaktor ab 1. Mai 2016 wurde Jérôme Martinu, bisher Leiter der Regionalressorts und stellvertretender Chefredaktor, ernannt; er ist nur noch für die regionalen Bereiche zuständig.

### «Luzerner Zeitung» (LZ, 2016)
Seit dem 19. September 2016 erscheint die Zeitung wieder – wie schon 1833, 1847 und 1991 – unter dem Namen Luzerner ZeitungIV (LZ). Gleichzeitig wurde sie umgestaltet. Wichtigste Änderungen neben der Namensänderung sind der Übergang von fünf zu sechs Spalten, das neue Logo sowie eine leicht vergrösserte Brotschrift und neue Titelschriften. Neu ist auf Seite 2 regelmässig ein «Kopf des Tages» zu finden. Die Regionalausgaben und die Zentralschweiz am Sonntag wurden entsprechend angepasst.
Mit dem Redesign wurde das Layout mit jenem des St. Galler Tagblatts harmonisiert, so dass überregionale Seiten zwischen den beiden zur NZZ-Mediengruppe gehörenden Zeitungen leichter ausgetauscht werden können.
2018 brachte die NZZ-Mediengruppe die Luzerner Zeitung zusammen mit dem St. Galler Tagblatt in das mit den AZ Medien gegründete Medienunternehmen CH Media ein. Im Januar 2022 verliess Pascal Hollenstein CH Media. Auf ihn folgte Patrik Müller, der seit 2018 die Zentralredaktion von CH Media leitet, als Publizistischer Leiter aller Regionalzeitungen von CH Media und damit auch der Luzerner Zeitung. Zum Jahresende 2023 verliess Jérôme Martinu die Luzerner Zeitung, neuer Chefredaktor wurde der bisherige Stellvertreter Christian Peter Meier.
Stammbaum der Luzerner Zeitung
| 1852 Luzerner Tagblatt | 1852 Luzerner Tagblatt | 1852 Luzerner Tagblatt | 1852 Luzerner Tagblatt | 1852 Luzerner Tagblatt | 1852 Luzerner Tagblatt |  |  | 1833 Luzerner Zeitung (Das Vaterland) 1842 Staatszeitung der katholischen Schweiz 1847 Luzerner Zeitung (1863 Fusion mit der Schweizer Zeitung) 1871 Eidgenössisches Kreuz 1871 Vaterland | 1833 Luzerner Zeitung (Das Vaterland) 1842 Staatszeitung der katholischen Schweiz 1847 Luzerner Zeitung (1863 Fusion mit der Schweizer Zeitung) 1871 Eidgenössisches Kreuz 1871 Vaterland | 1833 Luzerner Zeitung (Das Vaterland) 1842 Staatszeitung der katholischen Schweiz 1847 Luzerner Zeitung (1863 Fusion mit der Schweizer Zeitung) 1871 Eidgenössisches Kreuz 1871 Vaterland | 1833 Luzerner Zeitung (Das Vaterland) 1842 Staatszeitung der katholischen Schweiz 1847 Luzerner Zeitung (1863 Fusion mit der Schweizer Zeitung) 1871 Eidgenössisches Kreuz 1871 Vaterland | 1833 Luzerner Zeitung (Das Vaterland) 1842 Staatszeitung der katholischen Schweiz 1847 Luzerner Zeitung (1863 Fusion mit der Schweizer Zeitung) 1871 Eidgenössisches Kreuz 1871 Vaterland | 1833 Luzerner Zeitung (Das Vaterland) 1842 Staatszeitung der katholischen Schweiz 1847 Luzerner Zeitung (1863 Fusion mit der Schweizer Zeitung) 1871 Eidgenössisches Kreuz 1871 Vaterland |  |  | 1897 Luzerner Tages-Anzeiger 1918 Luzerner Neueste Nachrichten 1975 Luzerner Neuste Nachrichten | 1897 Luzerner Tages-Anzeiger 1918 Luzerner Neueste Nachrichten 1975 Luzerner Neuste Nachrichten | 1897 Luzerner Tages-Anzeiger 1918 Luzerner Neueste Nachrichten 1975 Luzerner Neuste Nachrichten | 1897 Luzerner Tages-Anzeiger 1918 Luzerner Neueste Nachrichten 1975 Luzerner Neuste Nachrichten | 1897 Luzerner Tages-Anzeiger 1918 Luzerner Neueste Nachrichten 1975 Luzerner Neuste Nachrichten | 1897 Luzerner Tages-Anzeiger 1918 Luzerner Neueste Nachrichten 1975 Luzerner Neuste Nachrichten |  |  |  |  |  |  |  |  |  |  |  |  |  |  |  |  |  |  |
| 1852 Luzerner Tagblatt | 1852 Luzerner Tagblatt | 1852 Luzerner Tagblatt | 1852 Luzerner Tagblatt | 1852 Luzerner Tagblatt | 1852 Luzerner Tagblatt |  |  | 1833 Luzerner Zeitung (Das Vaterland) 1842 Staatszeitung der katholischen Schweiz 1847 Luzerner Zeitung (1863 Fusion mit der Schweizer Zeitung) 1871 Eidgenössisches Kreuz 1871 Vaterland | 1833 Luzerner Zeitung (Das Vaterland) 1842 Staatszeitung der katholischen Schweiz 1847 Luzerner Zeitung (1863 Fusion mit der Schweizer Zeitung) 1871 Eidgenössisches Kreuz 1871 Vaterland | 1833 Luzerner Zeitung (Das Vaterland) 1842 Staatszeitung der katholischen Schweiz 1847 Luzerner Zeitung (1863 Fusion mit der Schweizer Zeitung) 1871 Eidgenössisches Kreuz 1871 Vaterland | 1833 Luzerner Zeitung (Das Vaterland) 1842 Staatszeitung der katholischen Schweiz 1847 Luzerner Zeitung (1863 Fusion mit der Schweizer Zeitung) 1871 Eidgenössisches Kreuz 1871 Vaterland | 1833 Luzerner Zeitung (Das Vaterland) 1842 Staatszeitung der katholischen Schweiz 1847 Luzerner Zeitung (1863 Fusion mit der Schweizer Zeitung) 1871 Eidgenössisches Kreuz 1871 Vaterland | 1833 Luzerner Zeitung (Das Vaterland) 1842 Staatszeitung der katholischen Schweiz 1847 Luzerner Zeitung (1863 Fusion mit der Schweizer Zeitung) 1871 Eidgenössisches Kreuz 1871 Vaterland |  |  | 1897 Luzerner Tages-Anzeiger 1918 Luzerner Neueste Nachrichten 1975 Luzerner Neuste Nachrichten | 1897 Luzerner Tages-Anzeiger 1918 Luzerner Neueste Nachrichten 1975 Luzerner Neuste Nachrichten | 1897 Luzerner Tages-Anzeiger 1918 Luzerner Neueste Nachrichten 1975 Luzerner Neuste Nachrichten | 1897 Luzerner Tages-Anzeiger 1918 Luzerner Neueste Nachrichten 1975 Luzerner Neuste Nachrichten | 1897 Luzerner Tages-Anzeiger 1918 Luzerner Neueste Nachrichten 1975 Luzerner Neuste Nachrichten | 1897 Luzerner Tages-Anzeiger 1918 Luzerner Neueste Nachrichten 1975 Luzerner Neuste Nachrichten |  |  |  |  |  |  |  |  |  |  |  |  |  |  |  |  |  |  |
|                        |                        |                        |                        |                        |                        |  |  | | | | | | |  |  |                                                                                                 |                                                                                                 |                                                                                                 |                                                                                                 |                                                                                                 |                                                                                                 |  |  |  |  |  |  |  |  |  |  |  |  |  |  |  |  |  |  |
|                        |                        |                        |                        | 1991 Luzerner Zeitung  |                        |  |  | | | | | | |  |  |                                                                                                 |                                                                                                 |                                                                                                 |                                                                                                 |                                                                                                 |                                                                                                 |  |  |  |  |  |  |  |  |  |  |  |  |  |  |  |  |  |  |
|                        |                        |                        |                        |                        |                        |  |  | | | | | | |  |  |                                                                                                 |                                                                                                 |                                                                                                 |                                                                                                 |                                                                                                 |                                                                                                 |  |  |  |  |  |  |  |  |  |  |  |  |  |  |  |  |  |  |
|                        |                        |                        |                        |                        |                        |  |  | | | | | | |  |  |                                                                                                 |                                                                                                 |                                                                                                 |                                                                                                 |                                                                                                 |                                                                                                 |  |  |  |  |  |  |  |  |  |  |  |  |  |  |  |  |  |  |
|                        |                        |                        |                        |                        |                        |  |  | 1996 Neue Luzerner Zeitung | | | | | |  |  |                                                                                                 |                                                                                                 |                                                                                                 |                                                                                                 |                                                                                                 |                                                                                                 |  |  |  |  |  |  |  |  |  |  |  |  |  |  |  |  |  |  |
|                        |                        |                        |                        |                        |                        |  |  | | | | | | |  |  |                                                                                                 |                                                                                                 |                                                                                                 |                                                                                                 |                                                                                                 |                                                                                                 |  |  |  |  |  |  |  |  |  |  |  |  |  |  |  |  |  |  |
|                        |                        |                        |                        |                        |                        |  |  | 2016 Luzerner Zeitung | | | | | |  |  |                                                                                                 |                                                                                                 |                                                                                                 |                                                                                                 |                                                                                                 |                                                                                                 |  |  |  |  |  |  |  |  |  |  |  |  |  |  |  |  |  |  |

## Besitzverhältnisse
Bei der Gründung der Neuen Luzerner Zeitung 1996 wurde diese von der Neuen Luzerner Medien AG herausgegeben, einem Tochterunternehmen der Luzerner Zeitung AG (51% Anteile) mit Beteiligung der Ringier AG (49%). 1999 wurde die LZ Gruppe in LZ Medien Holding und die Neue Luzerner Medien AG in Neue Luzerner Zeitung AG umbenannt. Letztere operierte seitdem als Teil der LZ Medien Holding.
Ringier verkaufte 2002 seinen 49%-Anteil an der Neuen Luzerner Zeitung AG an die NZZ-Mediengruppe. Diese brachte diese Beteiligung in die LZ Medien Holding ein. Dadurch wurde die Neue Luzerner Zeitung AG eine 100-prozentige Tochter der LZ Medien Holding. Im Gegenzug erhielt die NZZ einen 33%-Anteil an der LZ Medien Holding. Am 6. September 2016 wurde die Neue Luzerner AG in Luzerner Zeitung AG umbenannt.
Die NZZ-Mediengruppe konnte ihre Beteiligung im Laufe der Zeit weiter ausbauen. Im April 2010 erreichte sie einen Anteil von 75 % an der Freien Presse Holding AG, St. Gallen, der ihrerseits zu 80 % die LZ Medien Holding gehörte. Ab Herbst 2014 gehörte die FPH Freie Presse Holding zu 100 % zur NZZ-Mediengruppe. Die FPH besass 91 % der LZ Medien Holding, 9 % gehörten diversen weiteren Aktionären.
2018 brachte die NZZ-Mediengruppe die Luzerner Zeitung zusammen mit dem St. Galler Tagblatt in das mit den AZ Medien gegründete Medienunternehmen CH Media ein, das beiden Gruppen zu gleichen Teilen gehörte. Als Vorbereitung dazu wurden die Holdinggesellschaften der beiden Zeitungen, LZ Medien Holding AG und Tagblatt Medien Holding AG, zur RMH Regionalmedien AG fusioniert. CH Media umfasst neben den Regionalzeitungen unter anderem auch die Radio- und TV-Stationen sowie die Zeitungsdruckereien der beiden Unternehmen. Für die konzessionierten Regional-TV-Sender von AZ Medien (Tele M1 und TeleBärn) und NZZ (Tele 1 und TVO) erbringt CH Media Technik-, Produktions-, Vermarktungs- und Managementleistungen. Die Betriebsaufnahme von CH Media erfolgte am 1. Oktober 2018.
Per 1. Januar 2021 übernahm die NZZ Regionalmedien AG die RMH Regionalmedien AG durch eine Absorptionsfusion. Das NZZ-Medienhaus hielt bereits 97 % der Aktienanteile von RMH. Im Rahmen der Fusion wurde die RMH Regionalmedien AG aufgelöst und aus dem Handelsregister gelöscht.
2022 passten die beiden 50%-Aktionäre AZ Medien und die NZZ-Mediengruppe ihre Beteiligungsstruktur bei CH Media an. Die AZ Medien übernahmen 15 % der Anteile von der NZZ und halten seither 65 %, während die NZZ mit 35 % beteiligt bleibt.